# Bob Bryar
Robert Nathaniel Cory Bryar, også kendt som Bob Bryar (født 31. december 1979 i Chicago, død november 2024) var en amerikansk trommeslager i bandet My Chemical Romance.
Guitaristen Frank Iero skrev på bandets hjemmeside, at Bryar forlod bandet den 3. marts 2010. Før han blev trommeslager for MCR, var han lydtekniker for bandet The Used.
Bryar blev fundet død i sin lejlighed 26. november 2024, efter sidst at være blevet set i live 4. november.